# صحراء جراب
صحراء جُراب جزء من منطقة الساحل وتقع بشمال وغرب تشاد تقع معظمها في مناطق البطحة وبحر الغزال والبحيرة. تشتهر الصحراء بكونها الموقع الذي تم اكتشاف جمجمة إنسان الساحل التشادي وهو نوع قردة عليا يعود إلى 7 ملايين سنة مضت.